# モハメド ヨネ
モハメド ヨネ（1976年2月23日 - ）は、日本の男性プロレスラー。本名：米山 聡（よねやま さとし）。愛知県名古屋市出身。プロレスリング・ノア所属。血液型B型。

## 経歴
1995年、プロフェッショナルレスリング藤原組に入門。8月18日、南足柄市体育センターの対アレクサンダー大塚戦でデビュー。
1996年、格闘探偵団バトラーツに参加。その後、現在のリングネームであるモハメド ヨネを名乗り始めた。リングネームはあくまでアフロ、色黒の風貌に由来するもので、イスラム教徒ではないとのことである。
バトラーツから自身ブランドのスクーターを販売するなど人気選手だったが、徐々に団体が低迷。事実上のバトラーツ解散興行となる東京ベイNKホール大会で安田忠夫に何もさせてもらえず、わずか1分余でフロントチョークにより敗退しインディーとメジャーの違いに愕然とする（安田はバトラーツのレフェリーだった島田裕二の懇願で参戦したが、嫌々だったそうで真剣勝負に出て秒殺したという）。
2001年のバトラーツ活動停止後は、分裂後の全日本プロレスにフリー参戦していたが先輩レスラーでもある池田大輔の後を追い、当時旗揚げ間もなかったプロレスリング・ノアへ参加する。丸藤正道の証言によると、ヨネはノア参加に伴い過去の実績を全て捨て、道場で受身や筋トレなど練習生並に過酷な基礎練習を行っていたという。
2002年10月4日、試合中に右膝の靱帯を断裂し、長期離脱を余儀なくされる。翌2003年8月23日に復帰し、復帰時はトレードマークのアフロヘアーをやめていた。その後、池田がノアを退団するが、ヨネはそのまま残留となった（池田は、退団後もフリーとして継続参戦している）。
2005年3月5日、丸藤を破り第3代GHC無差別級王者となった。この頃から森嶋猛とタッグを組むことが多くなり、2005年10月28日には鈴木みのる&丸藤組よりGHCタッグ王座を奪取している。
2008年9月、これまでGHCヘビー級王座への挑戦は一度もなかったがGHCシングルへ初めて挑戦。ヨネも試合前から王者・佐々木健介を奇襲、キン肉バスターを連発（そのうち一発は場外）して攻めたが、それでも健介を追い詰めることはできず、ヨネのタイトル奪取はならなかった。
2009年1月、力皇猛、金丸義信、鈴木鼓太郎、平柳玄藩らと新軍団であるDisobeyを結成した。
12月6日、日本武道館にて第18代GHCタッグ王者・健介&森嶋組とのタイトル戦で勝利。第19代タッグ王者となった。
同月、ヨネは新日本プロレスの真壁刀義の暴言に反応し新日本前橋大会で真壁を襲撃した。その後、ノアクリスマス興行で今度は真壁がヨネを襲撃、新日本の最大規模興行「レッスルキングダムIV IN 東京ドーム」の記者会見の会場で、方船の襲撃王として真壁を再襲撃した。
2010年1月4日、「レッスルキングダムIV IN 東京ドーム」における新日本プロレスVSプロレスリング・ノア対抗戦に参戦したが、真壁に敗れた。同月、ノアにて行われたグローバル・タッグ・リーグ戦2010に参加するも、タッグ王者でありながら優勝戦線に絡むことなく予選で敗退し、この年の優勝チームでもある高山善廣・佐野巧真組から批判された。
1月31日、日本カバディ協会よりカバディ親善大使に就任。カバディの普及に努める。
2月28日、日本武道館にて高山・佐野組とのタイトル戦を勝利し初防衛を果たした。
3月20日、力皇とのタッグで後楽園ホール大会のメインイベントにおいてビッグマウス・ラウドのビッグ村上・臼田勝美組と対戦するが、終始場外での試合を繰り広げ、ノアでは珍しい無効試合となり観客から大ブーイングを受ける。雪辱を期した2010年3月26日の千葉公園体育館ではGHCタッグ王座をかけて村上・臼田組と対戦、2度目の防衛を果たした。
4月14日、大阪府立体育会館第2競技場で行われたGHCタッグ王座の3度目の防衛戦で、バイソン・スミス&キース・ウォーカー組に敗れ王座から陥落した。
11月には、Disobey加入を要請していた潮崎豪に断られてラリアットを喰らい、潮崎が小川良成や元Disobeyの鈴木鼓太郎と組んだ潮崎軍と対立することとなる。
2011年2月、KENTAが新たにDisobeyに加入するが、翌月にKENTA・金丸・平柳が試合中に裏切り、ヨネを暴行。Disobeyから離脱し、新軍団を結成した。力皇が前年半ばから長期欠場中であるため、ヨネは孤立無援となった。裏切った3人とそれぞれ遺恨決着のシングル戦を行ったが、いずれも他メンバー加入・暴行による反則勝ちとなり、ヨネは3人から玩具呼ばわりされる羽目になった。4月に開催のグローバル・タッグ・リーグ戦2011には、互いにパートナー不在である杉浦貴とタッグを結成。第3位となる。
2011年4月、前述の裏切り以降、抗争を繰り広げていたKENTA・金丸・平柳の新ユニット「NO MERCY」と1対3のハンディキャップマッチを行い、平柳と金丸に勝利するも満身創痍だったこともあり、KENTAに敗北する。
6月11日、KENTAに再びシングルで対戦、ヨネも初の断崖式キン肉バスターでKENTAをエプロン際に設置した机めがけて敢行する。ところがKENTAがこの技で失神、レフェリーストップで勝利するという自身、観客共に不完全燃焼な展開で終了してしまった。
11月27日、Disobeyのメンバーである力皇が頚椎ヘルニアからの復帰が出来ないことを理由に引退を決意。これに伴い、Disobeyも解散となった。
11月に東京都大田区池上に、自らがオーナーを務める飲食店「うまい肉と麺の店 ヨネ家」をオープン。その名の通りステーキとラーメンが主力の店となっている。
2012年1月、丸藤・杉浦の結成した新ユニット「丸藤軍」への加入を熱望するも、丸藤からは即決で断られ杉浦からはシングルマッチで適性試験を受けるが「保留」と判定され、加入できなかった。同月18日に行った谷口周平とのシングルマッチで、谷口の串刺し式低空ドロップキックを受けた際に鼻を負傷するアクシデントとなった。
2012年2月14日、丸藤軍とNO MERCYのタッグマッチの最中に谷口が乱入して丸藤軍を強襲したのを見かね、ジャージ姿で丸藤軍に加勢する形となって乱入した為、試合は8人タッグマッチへと発展。谷口を後ろ回し蹴りからの片エビ固めでフォールを奪い、この試合での奮闘振りを丸藤に認められ、念願の丸藤軍加入が決定した。
2012年2月19日、『ALL TOGETHER 〜もう一回、ひとつになろうぜ〜』ではキャプテン・ノアに扮し、キャプテン・ニュージャパン&キャプテン・オールジャパンと主要団体のキャプテン達が勢ぞろいしてトリオを結成し、参戦した。2015年にもキャプテン・ノア（2代目）が登場しているが、こちらは正体不明である。
2013年7月7日、有明コロシアム大会でKENTAにGHCヘビー級王座への挑戦をアピール。場内は大ブーイングに包まれるも、旗揚げ記念日（2013年8月4日・ディファ有明）での挑戦が決定した。前哨戦では直下型キン肉バスターでKENTAからピンフォールを奪うなどしたが、タイトル戦当日はKENTAにgo 2 sleepで敗れた。
2014年5月17日、東京・後楽園ホールで永田裕志の持つGHCヘビー級王座に挑戦するも敗北。その後トレードマークだったアフロを断髪し坊主になる。
池田とタッグリーグで組んだモハメッドボンバーズで杉浦&田中将斗の持つGHCヘビー級タッグに挑戦を表明するも、敗北。
2016年からは髪型を再びアフロに戻し、クワイエット・ストームとのタッグ「50ファンキーパワーズ」を結成。GHCタッグに挑戦予定であったが、ストームの負傷欠場によりタッグ挑戦は流れている。
2017年8月26日に後楽園ホールで行われたタッグマッチではマサ北宮とタッグを組み、原田大輔とタダスケのタッグと対戦。タダスケをキン肉バスターで撃破して好調をアピール。記録は7分32秒、片エビ固めで勝利。

## タイトル歴
プロレスリング・ノア
- GHC無差別級王座

第3代（防衛3回）
- GHCタッグ王座

第11代（防衛2回、&森嶋猛）、第13代（防衛0回、&森嶋猛）、第19代（防衛2回、&力皇猛）、第41代（防衛2回、&クワイエット・ストーム）、第48代（&クワイエット・ストーム）
- グローバル・タッグ・リーグ戦

優勝（2012年、&丸藤正道）
全日本プロレス
- 新春ジュニアヘビー級バトルロイヤル優勝（2001年）

## 得意技

### フィニッシュ・ホールド
キン肉バスター
現在のヨネのフィニッシャー。漫画「キン肉マン」に登場するキン肉スグルの必殺技であるが、作者のゆでたまごからもお墨付きが出ている。ヨネの場合は技を仕掛ける前、または落とすとき「キンニク!」と言いながら落とす。
しかし、この技を返されると後は手詰まりとなり、勝ちに結びつけられない事がほとんどである。
現在においてもヨネの一番の必殺技ではあるが、未だ自分より格上の相手（例：小橋、秋山、高山、健介、杉浦等）を仕留めた例は一度も無く、これを超える新しい必殺技の開発を望むファンの声もそれなりに多かったが、ヨネはこの技に対して非常に強いこだわりを持っている。2016年11月22日の新潟大会では杉浦を同技で仕留めて勝利している。
2011年6月11日のKENTA戦ではエプロンに机を敷いて机めがけて断崖式を敢行し、失神に追い込んだ。
夢で逢いたい（直下型キン肉バスター）
キン肉バスターの改良版。通常のものとは違いコーナーに相手を乗せず、その場で持ち上げて一気に落とす。形はキン肉バスターよりも変形のフィッシャーマンズ・バスターに近い。通常のキン肉バスターに比べて大幅に隙が小さくなり相手は逃れにくくなる。ヨネの個人技としては最大の威力を誇る。
技の名前は歌手としてのデビューアルバム「夢で逢いたい」から命名された。
2013年の8月4日にKENTAへのGHCヘビー級王座への挑戦が決まったことにより解禁し、前哨戦で幾度となくKENTAをこの技でKOし、2013年7月28日のタッグ戦では直接3カウントを奪った。
マッスルドッキング
丸藤とのタッグマッチで使われる必殺技。ヨネがキン肉バスターの態勢で相手を抱え上げたところにコーナーポストもしくはスワンダイブ式に丸藤が飛びついて叩き落す。
50ファンキー・ボム
クワイエット・ストームとの合体技。ヨネがキン肉バスターの態勢で相手を抱え上げながら後ろへ倒れ込んださい、その勢いを利用しストームが相手の腰を掴むようにロックしてライガー・ボムの態勢で二人同時にマットへ叩きつける。

### 飛び技
ダイビング・ギロチン・ドロップ
「行くぞ、オラ!」の掛け声と共にセカンドコーナーから行う場合と、フィニッシュ用にトップコーナーから行う場合がある。以前はかける前に「行きますよ、お客さん」と掛け声を発していた。

### 打撃技
ローリングサンダー
ラリアット
各種キック
ローキック、ミドルキック、ハイキック
変型フライングニールキック

### 締め技
チンロック
相手の首を捻りながら、苦痛に歪んだ顔を四方八方に見せ付ける。特に「イケメン」と呼ばれるレスラーに対しては執拗なまでに技をかけ続ける。この技を使うと会場のあちこちから「ヨネ、こっち」と声がかかり、ヨネがそれに応じることがお約束となっている。

### フォール技
ヨネロール

## 入場テーマ曲
- Boogie Wonderland / アース・ウィンド・アンド・ファイアー - 現在
- DISOBEY / マリア・テレサ・ガウ
- モハメッド1200
- LAST MAN STANDING / ボン・ジョヴィ（森嶋猛とのタッグ時）
- Let's Funky

## 人物
その外国人の名前のようなリングネームから、リングネームを「モハメド・ヨネ」と誤記されることが多く、丸藤正道がtwitter上で注意を呼びかけた。
回転寿司で120皿の完食経験があり、大食いとして有名である。それを活かし、テレビ朝日のバラエティ番組「いきなり!黄金伝説。」に出演。小原正子（クワバタオハラ）とともに大食いチャレンジをしながら全国を縦断する企画に出演した。
プロレスラー以外ではカラーセラピストとしても活動するほか、愛玩動物飼養管理士2級など多くの資格を持つ。ゴルフ、テニス、スキューバダイビング、ビリヤードなど多趣味である。

## メディア出演

### 映画
- 力道山（2004年）- 豊登道春 役

### テレビドラマ
- 若者たち2014 第1話（2014年7月9日、フジテレビ） - モハメド ヨネ 役[8]
- 99.9-刑事専門弁護士- 第9話（2016年6月12日、TBS） - 「いとこんち」の客 役
- 精霊の守り人 悲しき破壊神（2017年、NHK総合） - 盗品商の門番 役[9]

### ラジオ
- YoneとYuiの今夜もムナゲ騒ぎ（2020年4月3日 - 、ラジオ日本「ROCK RUSH RADIO」内コーナー）[10]

### オリジナルビデオ
- 真夜中の怪談 芸能各界の最恐実話 17編 （2018年3月2日、十影堂エンターテイメント）